# Personen- und Gesellschaftsrecht
Das liechtensteinische Personen- und Gesellschaftsrecht (PGR) ist am 19. Februar 1926 in Kraft getreten. Das PGR wurde 1928 durch das Gesetz über das Treuunternehmen (TrUG) ergänzt.
Es ist eines der wenigen relativ genuinen liechtensteinischen Gesetze. Es wurde, neben dem Sachenrecht (1923), als ein Teil des zu schaffenden liechtensteinischen Zivilgesetzbuch (ZGB) betrachtet, das die bislang in Liechtenstein geltenden, weitestgehend aus Österreich übernommenen und angepassten bürgerlichen Gesetze, ablösen sollte.

## Geschichte
Mit der wirtschaftlichen, steuerrechtlichen, politischen und sonstigen Hinwendung Liechtensteins zur Schweiz zu Beginn der 1920er Jahre wurde auch der Plan eines neuen liechtensteinischen ZGB (FL-ZGB) ins Auge gefasst.
Das Personen- und Gesellschaftsrecht bildet das dritte Buch des ursprünglich geplanten neuen Liechtensteinischen Zivilgesetzbuches. Das Konzept des neuen FL-ZGB aus den 1920er Jahren sollte aus fünf getrennt herauszugebenden Teilen bestehen:
- Sachenrecht (SR),
- Obligationenrecht (OR),
- Personen- und Gesellschaftsrecht (PGR),
- Familienrecht (FamR) und
- Erbrecht (ErbR).

„Das Projekt eines liechtensteinischen Zivilgesetzbuches wurde bislang, nachdem das Sachenrecht, das Personen- und Gesellschaftsrecht in den 20er Jahren und das Eherecht in den 90er Jahren des vorigen Jahrhunderts maßgeblich abgeändert und neu in eigenen Gesetzbüchern in Kraft gesetzt wurde, noch nicht fertig gestellt.“

Bedingt durch viele europarechtliche Vorgaben durch den EWR ist auch eine vollständige Übernahme des schweizerischen Rechts seit 1995 (Beitritt Liechtensteins zum EWR) nicht mehr en bloc möglich.

## Redaktion
Das PGR wurde nach fast vierjähriger Arbeit von Wilhelm Beck und Emil Beck fertiggestellt und dem Landtag des Fürstentums Liechtenstein vorgelegt und von diesem am 5. November 1925 auf Grund der Art 2, 14, 27, 38, 41, 66 Abs. 1 der liechtensteinischen Landesverfassung weitestgehend unverändert beschlossen.

## Motive
Der liechtensteinische Gesetzgeber war mit der Schaffung des Personen- und Gesellschaftsrecht (PGR) bestrebt, vor allem ausländische Investoren durch ein liberales Gesellschaftsrecht anzuziehen, die durch Unternehmensgründungen in Liechtenstein Arbeit und Wohlstand bringen sollten.
So konnte unter anderen bis zum Jahr 1980 gemäß Art 629 PGR jede nach ausländischem Recht anerkannte Verbandsperson auch in Liechtenstein mittels öffentlicher Urkunde errichtet werden. Dadurch waren die möglichen Gesellschaftsrechtsformen in Liechtenstein theoretisch (fast) unbegrenzt.
Das Konzept des liechtensteinischen Gesetzgebers ist rückwirkend betrachtet, in Verbindung mit einem liberalen Steuergesetz, vollumfänglich aufgegangen und hat Arbeit und Wohlstand gebracht. Einige der durch das PGR eingeführten Rechtsinstitute haben jedoch wenig Verbreitung gefunden und der Schwerpunkt in der Praxis hat sich rasch auf fünf Gesellschaftsrechtsformen (Aktiengesellschaft, Anstalt, Stiftung, Treuhänderschaft, Treuunternehmen) fokussiert.

## Praxisrelevanz eines sehr liberalen Gesellschaftsrechts
In der Praxis hat sich vor allem die Stiftung und die Anstalt privaten Rechts bewährt.

„Es sind dies die Instrument, welcher sich die ausländischen interessierten Personen bedienen, sowie die Aktiengesellschaft, Anstalten privaten Rechts und der Trust (Treuhänderschaft) das Instrument für die Personen, die im Fürstentum Liechtenstein den Wohnsitz bzw. Niederlassung haben.
Die Rechtsformen: Kommanditgesellschaft, die Anteilsgesellschaft oder die Gesellschaft mit beschränkter Haftung, die Genossenschaft, die Versicherungsvereine auf Gegenseitigkeit und die Hilfskassen, die einfache Gesellschaft, Kollektivgesellschaft, Kommanditgesellschaft ohne Rechtspersönlichkeit, die Gelegenheitsgesellschaft, Stille Gesellschaft, die Gemeinderschaft, haben, neben den bereits aufgehobenen Rechtsinstituten wie, z. B. der Einzelunternehmung mit beschränkter Haftung, Einmannverbandsperson oder anstaltsähnliche Körperschaften in den letzten achtzig Jahren keine weite Verbreitung gefunden.
Teilweise ist dies aus der Rechtsform selbst ableitbar, die sich mit anderen überschneidet und in der Anwendung unflexibler ist als andere (z. B. die Anteilsgesellschaft im Vergleich zur Anstalt nach privatem Recht), teilweise aus der räumlichen Begrenztheit des Landes (z. B. hinsichtlich der Versicherungsvereine auf Gegenseitigkeit oder den Genossenschaften).“

## Kritik
Durch die mehrfachen Verweise, Rück- und Querverweisungen im PGR ist für den Rechtsanwender die aktuelle Geltung und Weite einer bestimmten Norm im PGR nicht einfach zu erkennen bzw. nachzuvollziehen. Franz Gschnitzer bezeichnete das PGR wegen dieser Mehrfach- und Quer- und Rück-Verweisungen als ein „molluskenhaftes Weichtier“, da der Wille des Gesetzgebers aus der Norm teilweise kaum mehr erschliessbar ist.
Der liechtensteinische Gesetzgeber hat auch juristische Begriffe nicht scharf getrennt. Fast durchgängig wird z. B. im PGR das Unternehmen als „Firma“ bezeichnet.

## Aufbau des PGR
- Art 1 bis 8 Einleitung
- Art 9 bis 105 Die natürlichen Personen
- Art 106 bis 245 Allgemeine Vorschriften (juristischen Personen)
- Art 246 bis 260 Die Vereine
- Art 261 bis 367 Die Aktiengesellschaft
- Art 368 bis 374 Die Kommanditaktiengesellschaft
- Art 375 bis 388 Die Anteilsgesellschaft
- Art 389 bis 427 Die Gesellschaft mit beschränkter Haftung
- Art 428 bis 495 Die Genossenschaft
- Art 496 bis 533 Die Versicherungsvereine auf Gegenseitigkeit und die Hilfskassen
- Art 534 bis 551 Die Anstalten und Stiftungen
- Art 552 (§§ 1 bis 41) Die Stiftungen
- Art 553 bis 570 (aufgehoben)
- Art 571 bis 589 Gemeinwirtschaftliche Körperschaften
- Art 590 bis 613 Hypothekarinstitute und konzessionierte Versicherungsunternehmungen (aufgehoben)
- Art 614 bis 648 Andere Verbandspersonen
- Art 649 bis 679 Gemeinsame Bestimmungen für Personenrechtliche Gemeinschaften
- Art 680 bis 688 Die einfache Gesellschaft
- Art 689 bis 732 Die Kollektivgesellschaft (Offene Gesellschaft)
- Art 733 bis 755 Die Kommanditgesellschaft
- Art 756 bis 767 Die Gelegenheitsgesellschaft
- Art 768 bis 778 Die stille Gesellschaft
- Art 779 bis 793 Die Gemeinderschaft
- Art 794 bis 833 Die Heimstätten und Fideikommisse
- Art 834 bis 896a Die Einzelunternehmung mit beschränkter Haftung (aufgehoben)
- Art 897 bis 932 Die Treuhänderschaften (Das Salmannenrecht)
- Art 932 a (§§ 1 bis 170) Das Treuunternehmen (Die Geschäftstreuhand)
- Art 933 bis 943 Die einfache Rechtsgemeinschaft
- Art 944 bis 1010 Das Handelsregister[25]
- Art 1011 bis 1044 Die Firmen
- Art 1045 bis 1139 Rechnungslegung
- Schlussabteilung
  - §§ 1 bis 72a Einführungs- und Übergangsbestimmungen
  - §§ 73 bis 153 Die Wertpapiere
  - §§ 154 bis 157 Die Wechselordnung